# Biserica romano-catolică Sfântul Iosif Muncitorul din Dorohoi
Biserica catolică "Sfântul Iosif Muncitorul" din Dorohoi este o biserică romano-catolică care a fost construită în perioada 1905-1906 în Dorohoi, județul Botoșani. Ea se află pe Strada Spiru Haret la nr. 88. 

## Vezi și
- Biserica romano-catolică "Nașterea Sfântului Ioan Botezătorul" din Botoșani

## Legături externe
- Dorohoi - "Sfântul Iosif Muncitorul"
- Biserica Catolică din Dorohoi